# Himne d'Andalusia

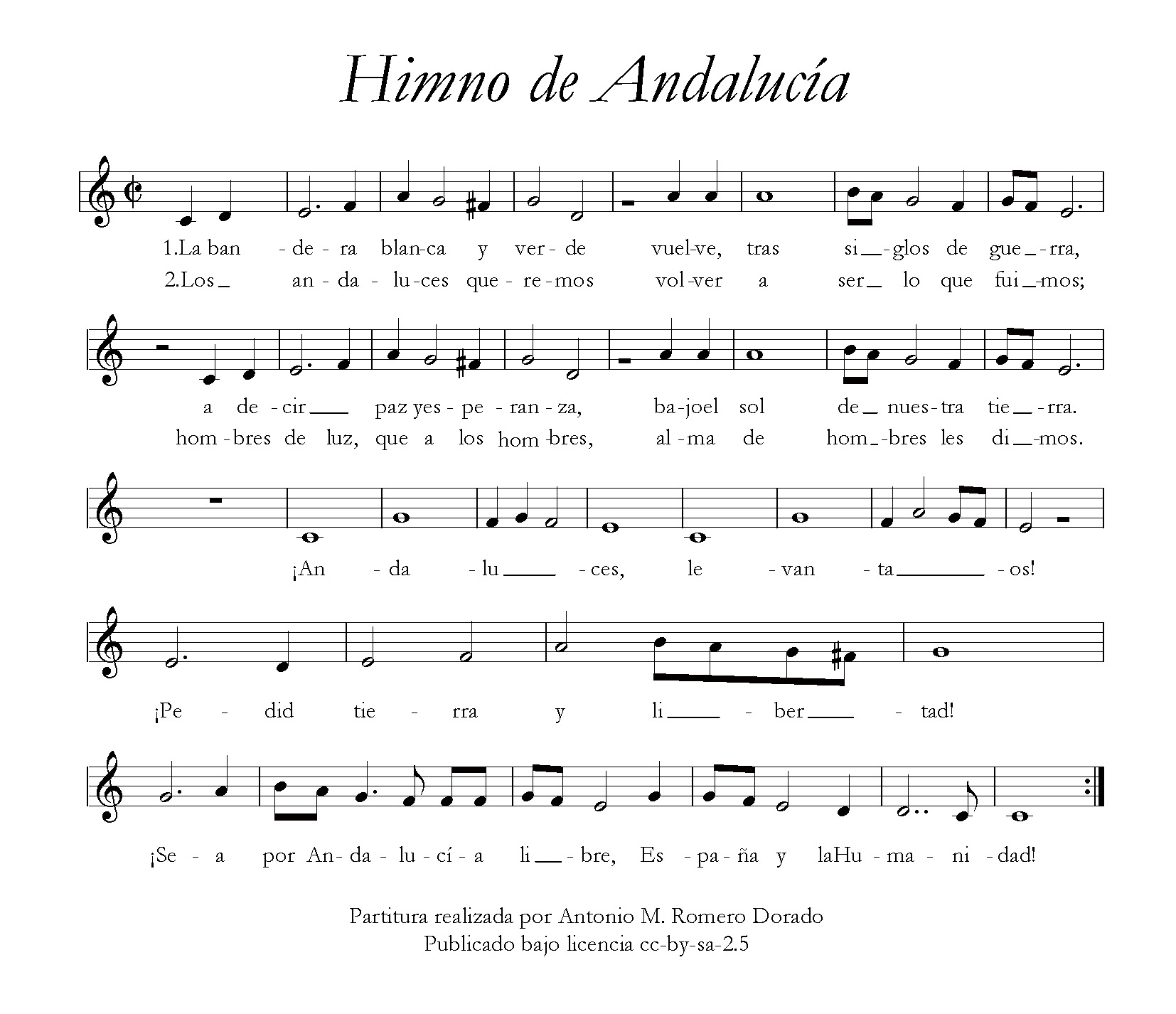
Himne d'Andalusia, partitura pdf

L'himne d'Andalusia és una composició musical de José del Castillo Díaz amb lletra de Blas Infante. La música està inspirada en el Santo Dios, un cant religiós popular que els pagesos i jornalers d'algunes comarques andaluses cantaven durant la sega. Blas Infante va conèixer aquest cant sent notari al poble de Cantillana, on s'interpretava com a cant de rogatives. Blas Infante va posar aquest cant en coneixement del Mestre Castillo, qui va adaptar i modernitzar-ne la melodia. La lletra de l'himne crida els andalusos perquè es mobilitzen i demanen "terra i llibertat", mitjançant un procés de reforma agrària i un estatut d'autonomia per a Andalusia.
L'himne d'Andalusia va ser presentat per la Banda Municipal de Sevilla, sota la direcció de José del Castillo, en un concert celebrat a l'Alameda de Hércules el 10 de juliol de 1936, una setmana abans del començament de la Guerra Civil. Durant el Franquisme només se'n va conservar un manuscrit per a piano. Va ser reestrenat durant la transició democràtica al Teatre Lope de Vega de Sevilla per la mateixa banda el 18 d'octubre de 1979. Dos anys abans, en abril de 1977 Carlos Cano va realitzar una adaptació cantada pel cor Heliópolis de Sevilla i en la gravació de la qual van estar presents antics companys de Blas Infante. A partir de 1980 es van realitzar moltes versions de l'himne; en són especialment ressenyables les revisions i instrumentacions realitzades per Manuel Castillo en els anys 1980.
Segons l'article 6.2 de l'estatut de 1981:
| « | Andalusia té himne i escut propis, que seran aprovats definitivament per Llei del Parlament Andalús, tenint en compte els acords dictats sobre tals extrems per l'Asamblea de Ronda de 1918. | » |

Segons l'article 5 de la Llei 3/1982 sobre l'Himne i l'Escut d'Andalusia:
| « | Andalusia té himne propi. Es declara com a música del mateix la creada pel geni popular andalús, anotat pel pare de la pàtria andalusa, Blas Infante, qui en va compondre la lletra i armonitzada per José Castillo y Díaz. [...] | » |

Segons l'article 3.3 de l'estatut del 2007:
| « | Andalusia té himne propi, aprovat per llei del seu Parlament, d'acord amb el que va publicar la Junta Liberalista d'Andalusia el 1933. | » |

## Lletra oficial (en castellà)
| Lletra en castellà                                                                                               | Lletra traduïda al català                                                                                           |
| La bandera blanca y verde vuelve, tras siglos de guerra, a decir paz y esperanza, bajo el sol de nuestra tierra. | La bandera blanca i verda torna, després de segles de guerra, a dir pau i esperança sota el sol de la nostra terra. |
| Estribillo: ¡Andaluces, levantaos! ¡Pedid tierra y libertad! ¡Sea por Andalucía libre, España y la Humanidad!    | Tornada: Andalusos, alceu-vos! Demaneu terra i llibertat! Siga per Andalusia lliure, Espanya i la humanitat!        |
| Los andaluces queremos volver a ser lo que fuimos hombres de luz, que a los hombres, alma de hombres les dimos.  | Els andalusos volem tornar a ser allò que vam ser homes de llum, que als homes ànimes d'homes els vam donar.        |
| Refrain | Tornada |

## Altres versions
Aquest no és l'únic himne que s'ha compost per a Andalusia. Els primers anys del segle XX el pasodoble La Giralda, d'Eduardo López Juarranz, es va considerar extraoficialment Himne d'Andalusia pel cercle regionalista andalús de l'Ateneu de Sevilla. D'altra banda, el 1930 es va estrenar al Casal Central d'Andalusia a Madrid un Himne d'Andalusia amb lletra de Conrado Goettig i música d'Andrés María del Carpio.
També existeix una versió nacionalista de la lletra de l'himne, encara que no gaudeix d'oficialitat. Aquesta versió inclou la frase "¡Sea por Andalucía libre, los Pueblos y la Humanidad!" (siga per Andalusia lliure, els pobles i la Humanitat) substituint la de "¡Sea por Andalucía libre, España y la Humanidad!" (siga per Andalusia lliure, Espanya i la Humanitat). Aquesta versió és usada en alguns actes per partits nacionalistes andalusos.